# Вулиця Вокзальна (Прилуки)
Вокза́льна ву́лиця — одна з центральних вулиць міста Прилуки. Веде до Залізничного вокзалу. До будівництва в Прилуках залізничної станції вулиця вела в місто Пирятин і називалася Пирятинською. Після будівництва станції була перейменована на Вокзальну, потім на вулицю Свердлова. У 2001 році їй було повернуто другу історичну назву.

## Розташування
Починається від Центральної площі Прилук і закінчується Привокзальною площею. Перетинає вулиці:
- Миколаївська вулиця
- Костянтинівська вулиця
- вулиця 1-го Травня
- вулиця Миколи Яковченка

## Будівлі, споруди, місця
- Забудована будинками на 4-9 поверхів
- На вулиці розташовано багато магазинів, школа, готель «Прилуки»
- У кінці вулиці — залізничний вокзал станції Прилуки
- Ринок «Привоз»
- Віковий дуб (пам'ятка природи)

Адреси:
- 2 — готель «Прилуки»
- 22 — Гімназія № 5 ім. Затолокіна
- 35 — дитячий садок № 11

## Транспорт
Зупинки: Банк, Галантерейна фабрика, Гастроном № 7, Залізничний вокзал
Автобус: 4, 6, 7, 8а, 13, 30
Маршрутне таксі: 2, 2а, 4а, 22